# Деревянчицы
Деревя́нчицы (бел. Дзеравя́нчыцы, также встречается вариант Дзеравя́нчыца) — агрогородок в Слонимском районе Гродненской области Белоруссии. Административный центр Деревянчицкого сельсовета.

## География
Агрогородок находится в 8 км к юго-западу от Слонима, в 10 км от железнодорожной станции Слоним, в 156 км от Гродно.

## История
16 марта 1973 года центр Гловсевичского сельсовета, в котором находилась деревня, был перенесён в Деревянчицы по месту его фактического нахождения, а сельсовет переименован в Деревянчицкий.
26 марта 2009 года деревня Деревянчицы преобразована в агрогородок.

## Население
- 1997 год — 406 человек, 136 дворов[4].
- 2009 год — 471 человек.
- 2019 год — 491 человек[2].

## Инфраструктура
В агрогородке работают магазин, ясли-сад — начальная школа, центр культуры, библиотека, амбулатория, отделение связи.

## Культура
- Центр культуры
- Музей ГУО «Деревянчицкая начальная школа Слонимского района»

## Достопримечательность
- Памятник воинам-односельчанам[6].
- Часовня-усыпальница